# Landesmusikrat Hamburg
Der Landesmusikrat Hamburg ist der für die Freie und Hansestadt Hamburg zuständige Landesmusikrat und wurde 1978 gegründet. Er ist Mitglied im Deutschen Musikrat.

## Geschichte
Der LMR HH entstand im Jahr 1978 aus der Landesarbeitsgemeinschaft für Musikerziehung und Musikpflege heraus; die vorsitzenden Gründungsmitglieder waren Werner Krützfeldt, Hermann Rauhe und Peter Hartmann. 1982 wurde der erste Landesmusikplan aufgestellt. 1988 wurde das LandesJugendJazzOrchester in der Trägerschaft des LMR HH gegründet. 1990/1991 bewilligte der Senat der Freien und Hansestadt Hamburg eine institutionelle Förderung und die erste Geschäftsstelle konnte eingerichtet werden. Krützfeldt war bis 1998 Vorsitzender und übergab das Amt an Wolfhagen Sobirey. 2003 wurde die Landesmusikakademie in der Trägerschaft des LMR HH gegründet. 2006 wurde das Landesjugendorchester Hamburg in die Trägerschaft des LMR HH übernommen.

## Struktur und Ziele
Der Landesmusikrat in der Freien und Hansestadt Hamburg ist die Dachorganisation der musikbezogenen Verbände, Organisationen und Institutionen. Die insgesamt etwa 90 Mitglieder setzen sich zusammen aus den in Hamburg wirkenden Fachorganisationen und Berufsverbände, den Laienmusikverbändem, professionellen und nicht professionellen Chören, Ensembles und Orchester, den Ausbildungsstätten, schulischen und außerschulischen Bildungseinrichtungen, der Musikwirtschaft, Soziokulturellen Zentren, Fördervereinen und Wettbewerbsveranstaltern, Stiftungen und Gesellschaften, Konzertanbietern sowie fünf Einzelmitgliedern und sieben Ehrenmitgliedern.
Ziel des Landesmusikrats ist die Förderung der Musikkultur in Hamburg in all ihren Erscheinungsformen. Er ist legitimierter Gesprächspartner für alle die Musik betreffenden Fragen, soweit diese über die Belange der Einzelverbände.

## Präsidenten
- 1978–1998: Werner Krützfeldt
- 1998–2014: Wolfhagen Sobirey
- 2014–2020: Rüdiger Grambow
- ab 2020: Ludger Vollmer

## Kontroversen
Wolfhagen Sobirey trat im Januar 2014 vom Amt des Präsidenten zurück. Damit protestierte er gegen die Entscheidung der Hamburger Kulturbehörde, den Tag der Musik finanziell nicht mehr zu unterstützen.

## Einrichtungen
- Hamburger Gitarrenforum
- Landesjugendjazzorchester Hamburg
- Klangradar3000 – Komponisten in die Schulen!
- Landesmusikakademie Hamburg – Fort- und Weiterbildungseinrichtung in Kooperation mit dem Hamburger Konservatorium und der Staatlichen Jugendmusikschule
- Landesjugendorchester Hamburg – das Jugendorchester der Freien und Hansestadt Hamburg
- Landesjugendauswahlorchester der Spielmannszüge im Landesmusikrat Hamburg

## Projekte

### ExTra! – Exchange Traditions
ExTra! – Exchange Traditions, ein Projekt mit dem Europäischen Musikrat und dem Bürgerhaus Wilhelmsburg, soll gegenseitiges kulturelles Verständnis in Hamburg durch einen einmal im Jahr stattfindenden musikalischen Austausch stärken. Durch Workshops, Klangexperimente und kurze Konzerte werden Besucher im Bürgerhaus Wilhelmsburg (seit 2009) ermutigt, Klangwelten zu entdecken und fremde Traditionen, Rhythmen und Instrumente kennenzulernen. Letztere können nicht nur gehört, sondern auch angespielt werden; bei Liedern und Tänzen kann der Zuhörer ebenso aktiv werden.

### Jazztrain
Der Landesmusikrat Hamburg e. V. ist, in Kooperation mit der Hamburger Hochbahn AG und der Jugendmusikschule Hamburg, Veranstalter des jährlich im September stattfindenden jazztrain, einer seit 1998 im Hamburger stattfindenden Live-Jazz-Veranstaltung. Diese erstreckt sich über drei verschiedenen Spielorte: den mit Musikanlagen und -instrumenten ausgestatteten jazztrain (ein U-Bahn-Sonderzug entlang der Strecke der Hamburger U-Bahn-Linie U3), das Atrium der U-Bahn-Station Schlump und zur jazztrainNIGHT die historische Schiebebühnenhalle auf dem Werksgelände der HOCHBAHN in Barmbek. Der Jazztrain beginnt vormittags und geht nahtlos in die Abendveranstaltung der jazztrainNIGHT über. Die Spielrichtungen auf der Veranstaltung reichen von Dixieland über Swing, Latin und Funk bis hin zu Contemporary Jazz.

### Hamburg Barock
Hamburg Barock ist eine Initiative zur Stärkung der Hamburger Musikszene für Musik des 17. und 18. Jahrhunderts. Auch die Bedeutung der Alten Musik für die Stadt Hamburg soll stärker ins öffentliche Bewusstsein rücken. Musiker, Ensembles, aber auch Laien und Musikerfreunde dieser Stilrichtung sollen durch ein neues Netzwerk zusammenfinden. Kooperationspartner der Aktionswochen mit Konzerten, Vorträgen, Workshops und Gottesdiensten im zweijährlichen Turnus sind die Hochschule für Musik und Theater, das Hamburger Konservatorium, das Musikwissenschaftliche Institut der Universität Hamburg oder auch die Hauptkirchen St. Jacobi und St. Katharinen. Die Projektwoche will ihr Augenmerk sowohl auf das musikalische Erbe der Hansestadt als auch auf die Musikszene der Gegenwart richten.

### KITA macht Musik – Fortbildung für Erzieherinnen und Erzieher
Grundidee von „KITA macht Musik“ ist die musikalische Förderung von Kindern im Vorschulalter, da die Aktivitäten Singen, Musizieren und Tanz nachweislich positive Auswirkungen auf die Konzentrationsfähigkeit sowie auch die Persönlichkeitsentwicklung von Kindern hat. Zur Durchführung des Projekts wird ein 120-stündiger Lehrgang für Erzieher(innen) angeboten.

### Tag der Musik Hamburg
Der Hamburger Tag der Musik ist mit ca. 300 in der gesamten Stadt verteilten Veranstaltungen und über 5000 teilnehmenden Musikerinnen und Musikern breit aufgestellt. Wesentliches Merkmal der deutschlandweiten Initiative „Tag des Musik“ ist die Bandbreite der musikalischen Darbietungen, die gerade Laien- und junge Ensembles miteinbezieht.

## Wettbewerbe

### Jugend Jazzt
Jugend Jazzt ist eine Veranstaltung, bei der abwechselnd Solisten und Ensembles sowie Jazzorchester ihr Können präsentieren und anschließend von einer fachkundigen Jury beraten und bewertet werden. Ein Rahmenprogramm gewährleistet, dass neben dem Gemeinschaftserlebnis des Wettbewerbs für das jeweilige Ensemble auch ein Austausch zwischen den auftretenden Gruppen stattfindet. Der Landesausschuss Jugend jazzt arbeitet in Kooperation mit der Staatlichen Jugendmusikschule Hamburg, der NDR-Big-Band-und-Jazz-Redaktion, sowie den Vereinen Jazzbüro und JazzHaus Hamburg sowie der Schulbehörde Hamburg.

### Popup-Bandwettbewerb
Pop Up ist ein Hamburger Musikwettbewerb für Nachwuchsbands, der im Jahr 2011 zum ersten Mal stattfand. In verschiedenen Hamburger Bezirken werden im Vorentscheid zunächst fünf Siegerbands ausgewählt, die dann im Hamburger Musikclub „Knust“ beim Wettbewerbsfinale gegeneinander antreten sollen.

### ORCHESTRALE – der Landesorchesterwettbewerb Hamburg und Schleswig-Holstein
Der Landesorchesterwettbewerb ORCHESTRALE ermöglicht einer Vielzahl von unterschiedlichen Laienorchestern die Teilnahme an einem bewerten Vorspiel. Neben der damit verbundenen Beurteilung und Beratung einer fachkundigen Jury diene der Wettbewerb auch der musikalischen Begegnung der Orchester und Besetzungen untereinander. Mitmachen können u. a. Sinfonische Orchester, Blas-, Zupf- oder Akkordeonensembles.

### CHORALLE – der Landeschorwettbewerb Hamburg und Schleswig-Holstein
Der Wettbewerb, der zusammen mit Schleswig-Holstein ausgetragen wird, ist offen für verschiedene Formen und Leistungsansprüche in der Chorkunst: Erwachsenen- und Kinderchöre, Kirchen- und Jazzchöre finden hier gleichermaßen ein Forum, um sich zu präsentieren und das bereits erworbene musikalische Können im Vergleich mit Chören der gleichen Kategorie zu vergleichen. Seit 2009 bietet der Landeswettbewerb auch eine eigene Kategorie für Schulchöre an. Im Landeschorwettbewerb kann ein Chor sich für die Teilnahme am Bundeschorwettbewerb qualifizieren.